# George Otto
George Otto Ferraz Mathes (Sorocaba, 20 de fevereiro de 1955 – São Caetano do Sul, 4 de agosto de 1991), conhecido apenas por George Otto, foi um ator e bailarino brasileiro.

## Carreira
George Otto iniciou sua carreira no teatro em 1972, na peça Hipólito, e também atuou em O Palhaço Imaginador, Boy Meets Boy, Hair, Lição de Anatomia, Tiro ao Alvo e As Gralhas, além de ter sido garoto-propaganda em vários comerciais.
Estreou na televisão em 1980, participando de um episódio do seriado Malu Mulher, e seguiu fazendo comerciais durante o período. Voltaria à televisão em 1983, atuando nas minisséries Fernando da Gata e Parabéns pra Você. Antes, ganhou destaque na abertura da novela Elas por Elas, em 1982, embora não tivesse feito parte do elenco. Em 1984, atuou em outra minissérie da TV Globo, Anarquistas, Graças a Deus (onde interpretou o personagem Teruccio Celentano), e sua primeira atuação em novelas foi em Ti Ti Ti em uma participação especial.
Em 1987, foi para a Rede Manchete para atuar em Helena, sua primeira novela com um personagem fixo (Peter). Regressou à Globo no ano seguinte, novamente em uma participação curta em Mandala, vivendo um perito criminal. Ainda em 1988, destacou-se em Fera Radical, interpretando Rafael Flores Mendes, filho de Jorge (Rodrigo Santiago) e mais interessado em gastar o dinheiro de sua família do que se preocupar com os estudos os os negócios. Ele foi um dos 18 atores do elenco (fixo ou participações especiais) a ter falecido.
Outro personagem de destaque na carreira de George Otto foi Roberto Amaral, de O Salvador da Pátria (1989), que revela ao final da história ser o verdadeiro Miro Ferraz (integrante da organização criminosa liderada por Bárbara, interpretada por Lúcia Veríssimo). No SBT, atuou como o personagem Nicolau em Cortina de Vidro.
No cinema, trabalhou nos filmes Maldita Coincidência, de 1979, e Besame Mucho, lançado em 1987.

## Volta à Globo e morte no avião
George Otto regressou à Globo pela segunda vez em 1990, interpretando João Sebastião, namorado de Jéssica (Mylla Christie) em Meu Bem, Meu Mal.
Em 4 de agosto de 1991, o ator passou mal durante um voo e não teve tempo de ser socorrido, morrendo na altura do município de São Caetano do Sul, aos 36 anos. Chegou a ser noticiado que George havia sido vítima de AIDS, fato que foi desmentido por familiares. Sua única filha, Stephanie, tinha 3 anos quando o ator faleceu.

## Cronologia

### Filmes
| Ano  | Título               | Papel |
| ---- | -------------------- | ----- |
| 1987 | Besame Mucho         |       |
| 1979 | Maldita Coincidência |       |

### Na televisão
| Ano  | Título                     | Papel                                   |
| ---- | -------------------------- | --------------------------------------- |
| 1991 | Meu Bem, Meu Mal           | João Sebastião                          |
| 1989 | Cortina de Vidro           | Nicolau                                 |
| 1989 | O Salvador da Pátria       | Roberto Amaral (verdadeiro Miro Ferraz) |
| 1988 | Fera Radical               | Rafael Flores Mendes                    |
| 1988 | Mandala                    | Perito criminal                         |
| 1987 | Helena                     | Peter                                   |
| 1985 | Ti Ti Ti                   | Amigo de Walquíria (Malu Mader)         |
| 1984 | Anarquistas, Graças a Deus | Teruccio Celentano                      |
| 1983 | Parabéns pra Você          | Felipinho                               |
| 1983 | Fernando da Gata           |                                         |
| 1980 | Malu Mulher                |                                         |